# Abdelkader Aït Hamouda
 (mars 2021).
Si vous disposez d'ouvrages ou d'articles de référence ou si vous connaissez des sites web de qualité traitant du thème abordé ici, merci de compléter l'article en donnant les références utiles à sa vérifiabilité et en les liant à la section « Notes et références ».
Abdelkader Aït Hamouda (en arabe : عبد القادر آيت حمودة) est un footballeur international algérien né en 1952 à Tassaft Ouguemoun, commune d'Iboudraren et mort le 20 octobre 1982. Il évoluait au poste d'avant centre.

## Biographie

### Joueur dans les clubs algérois
Abdelkader Aït Hamouda a fait ses débuts en football en minimes et cadets au club algérois le mouloudia d'alger  avant de partir pour le Naralger (RCKouba)  où il évolua en juniors et seniors . Il évolue en première division algérienne avec les clubs du RC Kouba et du MC Alger. En 1974, il retourna au MCAlger  où il restera jusqu'en 1980, date à laquelle il raccrocha pour se consacrer au métier d'éducateur. 

### Joueur en équipe nationale d'Algérie
Abdelkader Aït Hamouda reçoit une seule sélection en équipe d'Algérie. Il joue son seul match avec les verts le 15 mars 1972, contre  Malte (victoire 1-0).

## Palmarès
| MC Alger - Championnat d'Algérie (4) : - Champion : 1974-75, 1975-76, 1977-78 et 1978-79. - Coupe d'Algérie (1) : - Vainqueur : 1975-76. - Ligue des champions de la CAF (1) : - Vainqueur : 1976. |  | - Coupe du Maghreb des vainqueurs de coupe (1) : - Vainqueur : 1973-74. - Coupe du Maghreb des clubs champions : - Finaliste : 1974-75. |